# Fig Rig
 (mars 2023).
Si vous disposez d'ouvrages ou d'articles de référence ou si vous connaissez des sites web de qualité traitant du thème abordé ici, merci de compléter l'article en donnant les références utiles à sa vérifiabilité et en les liant à la section « Notes et références ».
 (mars 2023).
Un Fig Rig est un accessoire de stabilisation de prise de vue destiné aux petites caméras. Inventé par le réalisateur Mike Figgis [Quand ?], il est commercialisé par le groupe Manfrotto.

## Description
Le Fig Rig ressemble à un volant de camion au centre duquel la caméra est fixée. Il permet de minimiser les tremblements du caméraman lors de la prise de vue sans trépied.